# Il diavolo (Papini)
Il diavolo è un saggio di tema religioso pubblicato da Giovanni Papini nel 1953 per illustrare le proprie tesi su Satana.
Tesi peraltro non pienamente conformi all'ortodossia cattolica, tanto che alla sua uscita l'opera fu inclusa nell'Indice dei libri proibiti (soppresso nel 1966). 
Secondo Papini il Diavolo è incarnazione del Male, è l'angelo che si è ribellato a Dio ed è stato conseguentemente precipitato nell'abisso. Secondo Papini tuttavia la Divina misericordia è infinita e, alla fine, anche Satana verrà salvato e perdonato.

## Edizioni
- Giovanni Papini, Il diavolo, Stamperia nazionale braille, Firenze
- Giovanni Papini, Il diavolo: appunti per una futura diabologia, Vallecchi, Firenze 1953
- Giovanni Papini, Il diavolo: appunti per una futura diabologia, con otto tavole fuori testo, Vallecchi, Firenze 1954
- Giovanni Papini, Il diavolo: appunti per una futura diabologia, in appendice: Il diavolo tentato: radiodramma in tre tempi; introduzione di Mario Gozzini, A. Mondadori, Milano 1985

## Opere derivate
- Domenico Legrottaglie, Il diavolo tentato: dramma in tre atti, adattamento teatrale dell'omonimo dramma di Giovanni Papini; presentazione di Mons. Nicola Girasoli, Schena, Fasano 2012